# Alfarp
Alfarp è un comune spagnolo di 1 543 abitanti situato nella comunità autonoma Valenciana.